# Only Time
Only Time is een nummer, geschreven door Roma Ryan en gezongen door de Ierse zangeres Enya.. Het nummer is afkomstig van het album A Day Without Rain uit 2000. Op 3 november van dat jaar werd het nummer op single uitgebracht.

## Achtergrond
Enya schonk de opbrengst van de single aan de weduwen van de "Uniformed Firemen Association" en een kinderstichting om de families van de brandweerlieden te helpen na de aanslagen op 11 september 2001. Na de aanslagen van 11 september 2001 schoot de verkoop van het album en zijn leidende single "Only Time" omhoog, nadat het door verschillende radio- en televisie zenders werd gebruikt in hun berichtgeving. De plaat werd wereldwijd een hit en bereikte in Duitsland, Zwitserland, Polen en Canada zelfs de nummer 1-positie. In de Verenigde Staten behaalde de single de 10e positie in de Billboard Hot 100. In thuisland Ierland werd slechts de 58e positie bereikt en in het Verenigd Koninkrijk de 32e positie in de UK Singles Chart.
In Nederland werd de plaat na de aanslagen van 11 september 2001 veel gedraaid op Radio 538, Yorin FM, Sky Radio, Radio 2 en Radio 3FM en werd een hit. De plaat bereikte vreemd genoeg niet de Nederlandse Top 40, maar wél de 44e positie van de Mega Top 100 op Radio 3FM.
In België behaalde de single géén notering in beide Vlaamse hitlijsten.
In de videoclip, geregisseerd door Graham Fink, zingt Enya in de regen. Sinds 2007 staat de plaat steevast genoteerd in de jaarlijkse NPO Radio 2 Top 2000 van de Nederlandse publieke radiozender NPO Radio 2.

## Hitnoteringen

### Mega Top 100
| Only Time in de Mega Top 100 -- binnen: 10-11-2001 | Only Time in de Mega Top 100 -- binnen: 10-11-2001 | Only Time in de Mega Top 100 -- binnen: 10-11-2001 | Only Time in de Mega Top 100 -- binnen: 10-11-2001 | Only Time in de Mega Top 100 -- binnen: 10-11-2001 | Only Time in de Mega Top 100 -- binnen: 10-11-2001 | Only Time in de Mega Top 100 -- binnen: 10-11-2001 | Only Time in de Mega Top 100 -- binnen: 10-11-2001 | Only Time in de Mega Top 100 -- binnen: 10-11-2001 | Only Time in de Mega Top 100 -- binnen: 10-11-2001 | Only Time in de Mega Top 100 -- binnen: 10-11-2001 | Only Time in de Mega Top 100 -- binnen: 10-11-2001 | Only Time in de Mega Top 100 -- binnen: 10-11-2001 | Only Time in de Mega Top 100 -- binnen: 10-11-2001 | Only Time in de Mega Top 100 -- binnen: 10-11-2001 | Only Time in de Mega Top 100 -- binnen: 10-11-2001 | Only Time in de Mega Top 100 -- binnen: 10-11-2001 |
| Week                                               | 45                                                 | 46                                                 | 47                                                 | 48                                                 | 49                                                 | 50                                                 | 51                                                 | 1                                                  | 2                                                  | 3                                                  | 4                                                  | 5                                                  | 6                                                  | 7                                                  | 8                                                  |                                                    |
| -------------------------------------------------- | -------------------------------------------------- | -------------------------------------------------- | -------------------------------------------------- | -------------------------------------------------- | -------------------------------------------------- | -------------------------------------------------- | -------------------------------------------------- | -------------------------------------------------- | -------------------------------------------------- | -------------------------------------------------- | -------------------------------------------------- | -------------------------------------------------- | -------------------------------------------------- | -------------------------------------------------- | -------------------------------------------------- | -------------------------------------------------- |
| Positie                                            | 82                                                 | 74                                                 | 73                                                 | 69                                                 | 61                                                 | 58                                                 | 59                                                 | 46                                                 | 44                                                 | 46                                                 | 44                                                 | 61                                                 | 61                                                 | 63                                                 | 77                                                 | uit                                                |

### NPO Radio 2 Top 2000
| Nummer met noteringen in de NPO Radio 2 Top 2000 | '07 | '08  | '09 | '10 | '11 | '12 | '13 | '14 | '15 | '16 | '17  | '18 | '19 | '20 | '21 | '22 | '23 | '24 |
| ------------------------------------------------ | --- | ---- | --- | --- | --- | --- | --- | --- | --- | --- | ---- | --- | --- | --- | --- | --- | --- | --- |
| Only Time                                        | 583 | 1866 | 846 | 873 | 805 | 710 | 672 | 670 | 610 | 981 | 1039 | 980 | 950 | 948 | 944 | 945 | 940 | 882 |

1. ↑  Een vetgedrukt getal geeft de hoogste notering aan.
2. ↑  2007 was het eerste jaar met een notering voor dit nummer.